# Peitschenmoose
Die Peitschenmoose (Bazzania) bilden eine Gattung von beblätterten Lebermoosen in der Familie Lepidoziaceae. Es ist eine taxonomisch schwierige, vorwiegend in den Tropen und der Südhemisphäre verbreitete Gattung.

## Merkmale
Die Pflanzen dieser Gattung sind mittelgroß bis groß und wachsen in Rasen, Polstern oder einzeln zwischen anderen Moosen. Die Sprosse sind einfach oder scheinbar gabelig verzweigt. Charakteristisch sind die peitschenförmigen Flagellen an der Stämmchenunterseite, sie entspringen den Achseln der Unterblätter. Flankenblätter sind oberschlächtig, eiförmig bis zungenförmig und gewöhnlich mit 2- bis 3-lappiger oder -zähniger Blattspitze. Unterblätter sind kleiner als die Flankenblätter, quadratisch bis rundlich, etwas breiter als das Stämmchen und kurz 4-zähnig, gekerbt oder ganzrandig. Die Blattzellen weisen meist deutliche Eckverdickungen auf und enthalten relativ große, kugelige bis ovale, wasserhelle Ölkörper. Die Arten sind diözisch. Gametangien befinden sich auf kurzen ventralen Ästen, die den Achseln der Unterblätter entspringen. Perianthien sind langgestreckt, unten walzenförmig und oben dreikantig, an der verengten Mündung gezähnt bis gewimpert. Gemmen sind unbekannt.

## Systematik
Die Gattung zählt weltweit mehr als 100 Arten. In Europa und Makaronesien ist die Gattung mit 5 Arten vertreten, im Gebiet von Deutschland, Österreich und der Schweiz kommen die folgenden 3 Arten vor:
- Bazzania flaccida
- Bazzania tricrenata
- Bazzania trilobata